# أماندا أبينجتون
أماندا أبينجتون (بالإنجليزية: Amanda Jane Abbington)‏ هي ممثلة بريطانية، ولدت في 28 فبراير 1974 بلندن في المملكة المتحدة. بدأت مشوارها المهني سنة 1996.

## أعمال

### مسلسلات
- شرلوك

## وصلات خارجية
- أماندا أبينجتون على موقع IMDb (الإنجليزية)
- أماندا أبينجتون على موقع ألو سيني (الفرنسية)
- أماندا أبينجتون على موقع أول موفي (الإنجليزية)
- أماندا أبينجتون على موقع قاعدة بيانات الفيلم (الإنجليزية)
- أماندا أبينجتون على موقع كينوبويسك (الروسية)